# Kogiovití
Kogiovití (Kogiidae) je čeleď ozubených kytovců, která má nejméně dva recentní zástupce, kterými jsou kogie tuponosá (Kogia breviceps) a kogie Owenova (Kogia simus). Oba tyto druhy se řadí do rodu Kogia. Podle studie z roku 2005 může kogie Owenova reprezentovat dva druhy.
Jedná se o středně velké kytovce rozšířené v teplých oceánech obou polokoulí. Mají tupě zakončenou hlavu s malou spodní čelistí, počet zubů se pohybuje mezi 20 až 32. Na rozdíl od vorvaňů mají vyvinutou hřbetní ploutev. Stejně jako u vorvaňů je u kogií vyvinut spermacetový orgán, což poukazuje na blízkou příbuznost s vorvaňovitými (Physeteridae). Spermacetový orgán je nicméně u kogií redukován a jeho funkce může být odlišná od vorvaňů.
Kogie byly v dřívější klasifikaci řazeny do čeledi vorvaňovitých, avšak modernější výzkumy poukazují spíše na sesterský vztah. Kogiovití a vorvaňovití bývají spojováni do kladu (nadčeledi) Physeteroidea, která představuje bazální klad samotných ozubených. Podle genetické studie z roku 2020 se vorvaňovití od kogiovitých oddělili již někdy v pozdním oligocénu či raném miocénu. Rané vydělení je podpořeno i nálezem fosilního druhu kogiovitého kytovce z pozdního miocénu.

## Seznam druhů
- rod Kogia
  - kogie tuponosá, K. breviceps
  - kogie Owenova, K. sima
  - Kogia pusilla †
  - Kogia danomurai†
- rod †Aprixokogia[5]
  - Aprixokogia kelloggi
- rod †Kogiopsis[9]
  - Kogiopsis floridana
- rod †Koristocetus
- rod †Nanokogia[5]
  - Nanokogia isthmia
- rod †Pliokogia[10]
  - Pliokogia apenninica
- rod †Praekogia[5]
  - Praekogia cedrosensis
- rod †Scaphokogia[5]
  - Scaphokogia cochlearis
- rod †Thalassocetus[5]
  - Thalassocetus antwerpiensis